# Bięcino
Bięcino is een plaats in het Poolse district  Słupski, woiwodschap Pommeren. De plaats maakt deel uit van de gemeente Damnica en telt 220 inwoners.